# توماس مارش بورن
توماس مارش بورن (به انگلیسی: Thomas Marshburn) فضانورد اهل کشور ایالات متحده آمریکا است که در ۲۹ اوت ۱۹۶۰ میلادی در استیتسویل، کارولینای شمالی زاده شد. وی در مأموریت اس‌تی‌اس-۱۲۷، سایوز تی‌ام‌ای-۰۷ام، اکسپدییشن ۳۴، ۳۵ حضور داشته‌است.